# Oznakowania statków powietrznych
Poniższe tabele przedstawiają oznaczenia międzynarodowe statków powietrznych przydzielone przez Organizację Międzynarodowego Lotnictwa Cywilnego (Aneks 7), oraz graficzne oznaczenia wojskowych jednostek powietrznych.
| Kraj                              | Kod ICAO                       | Oznakowanie wojskowe |
| --------------------------------- | ------------------------------ | --- |
| Abchazja                          | nieuznawany międzynarodowo     | Oznakowanie wojskowych jednostek powietrznych Abchazji                                                                                             |
| Afganistan                        | YA                             | Oznakowanie wojskowych jednostek powietrznych · opozycja do Talibów                                                                                |
| Albania                           | ZA                             | Oznakowanie wojskowych jednostek powietrznych Albanii                                                                                              |
| Algieria                          | 7T                             | Oznakowanie wojskowych jednostek powietrznych Algierii                                                                                             |
| Andora                            | brak własnej floty             | brak sił powietrznych |
| Angola                            | D2                             | Oznakowanie wojskowych jednostek powietrznych Angoli                                                                                               |
| Antigua i Barbuda                 | V2                             | |
| Antyle Holenderskie               |                                | |
| Arabia Saudyjska                  | HZ                             | Oznakowanie wojskowych jednostek powietrznych Arabii Saudyjskiej                                                                                   |
| Argentyna                         | LQ, LV                         | Oznakowanie wojskowych jednostek powietrznych Argentyny                                                                                            |
| Armenia                           | EK                             | Oznakowanie wojskowych jednostek powietrznych Armienii                                                                                             |
| Australia                         | VH (cywilne) VL, VM (wojskowe) | Oznakowanie wojskowych jednostek powietrznych Australii                                                                                            |
| Austria                           | OE                             | Oznakowanie wojskowych jednostek powietrznych Austrii                                                                                              |
| Azerbejdżan                       | 4K                             | Oznakowanie wojskowych jednostek powietrznych Azerbejdżanu                                                                                         |
| Bahamy                            | C6                             | Oznakowanie wojskowych jednostek powietrznych Bahamów                                                                                              |
| Bahrajn                           | A9C                            | Oznakowanie wojskowych jednostek powietrznych Bahrajnu                                                                                             |
| Bangladesz                        | S2                             | Oznakowanie wojskowych jednostek powietrznych Bangladeszu                                                                                          |
| Barbados                          | 8P                             | |
| Belgia                            | OO                             | Oznakowanie wojskowych jednostek powietrznych Belgii                                                                                               |
| Belize                            | V3                             | |
| Benin                             | TY                             | Oznakowanie wojskowych jednostek powietrznych Beninu                                                                                               |
| Bhutan                            | A5                             | Oznakowanie wojskowych jednostek powietrznych Bhutanu                                                                                              |
| Białoruś                          | EW                             | |
| Boliwia                           | CP                             | Oznakowanie wojskowych jednostek powietrznych Boliwii                                                                                              |
| Bośnia i Hercegowina              | T9                             | |
| Botswana                          | A2                             | Oznakowanie wojskowych jednostek powietrznych Botswany                                                                                             |
| Brazylia                          | PP, PR, PT, PU                 | Oznakowanie wojskowych jednostek powietrznych Brazylii · Oznakowanie wojskowych jednostek powietrznych Marynarki Brazylijskiej                     |
| Brunei                            | V8                             | Oznakowanie wojskowych jednostek powietrznych Brunei                                                                                               |
| Bułgaria                          | LZ                             | Oznakowanie wojskowych jednostek powietrznych Bułgarii                                                                                             |
| Burkina Faso                      | XT                             | Oznakowanie wojskowych jednostek powietrznych Burkiny Faso                                                                                         |
| Burundi                           | 9U                             | Oznakowanie wojskowych jednostek powietrznych Burundi                                                                                              |
| Chile                             | CC                             | Oznakowanie wojskowych jednostek powietrznych Chile                                                                                                |
| Chiny                             | B                              | Oznakowanie wojskowych jednostek powietrznych Chińskiej Republiki Ludowej                                                                          |
| Chorwacja                         | 9A                             | Oznakowanie wojskowych jednostek powietrznych Chorwacji                                                                                            |
| Cypr                              | 5B                             | Oznakowanie wojskowych jednostek powietrznych Grecji                                                                                               |
| Cypr Północny                     | nieuznawany międzynarodowo     | |
| Czad                              | TT                             | Oznakowanie wojskowych jednostek powietrznych Czadu                                                                                                |
| Czarnogóra                        | 4O                             | Oznakowanie wojskowych jednostek powietrznych Czarnogóry                                                                                           |
| Czechy                            | OK                             | Oznakowanie wojskowych jednostek powietrznych Czech                                                                                                |
| Dania                             | OY                             | Oznakowanie wojskowych jednostek powietrznych Danii                                                                                                |
| Dominika                          | J7                             | |
| Dominikana                        | HI                             | Oznakowanie wojskowych jednostek powietrznych Dominikany                                                                                           |
| Dżibuti                           | J2                             | Oznakowanie wojskowych jednostek powietrznych Dżibuti                                                                                              |
| Egipt                             | SU                             | Oznakowanie wojskowych jednostek powietrznych Egiptu                                                                                               |
| Ekwador                           | HC                             | Oznakowanie wojskowych jednostek powietrznych Ekwadoru                                                                                             |
| Erytrea                           | E3                             | Oznakowanie wojskowych jednostek powietrznych Erytrei                                                                                              |
| Estonia                           | ES                             | Oznakowanie wojskowych jednostek powietrznych Estonii                                                                                              |
| Etiopia                           | ET                             | Oznakowanie wojskowych jednostek powietrznych Etiopii                                                                                              |
| Fidżi                             | DQ                             | |
| Filipiny                          | RP                             | Oznakowanie wojskowych jednostek powietrznych Filipin                                                                                              |
| Finlandia                         | OH                             | Oznakowanie wojskowych jednostek powietrznych Finlandii                                                                                            |
| Francja                           | F                              | Oznakowanie wojskowych jednostek powietrznych Francji · Oznakowanie wojskowych jednostek powietrznych Marynarki Francuskiej                        |
| Gabon                             | TR                             | Oznakowanie wojskowych jednostek powietrznych Gabonu                                                                                               |
| Gambia                            | C5                             | |
| Ghana                             | 9G                             | Oznakowanie wojskowych jednostek powietrznych Ghany                                                                                                |
| Grecja                            | SX                             | Oznakowanie wojskowych jednostek powietrznych Grecji                                                                                               |
| Grenada                           | J3                             | |
| Gruzja                            | 4L                             | Oznakowanie wojskowych jednostek powietrznych Gruzji                                                                                               |
| Gujana                            | 8R                             | Oznakowanie wojskowych jednostek powietrznych Gujany                                                                                               |
| Gwatemala                         | TG                             | Oznakowanie wojskowych jednostek powietrznych Gwatemali                                                                                            |
| Gwinea                            | 3X                             | Oznakowanie wojskowych jednostek powietrznych Gwinei                                                                                               |
| Gwinea Bissau                     | J5                             | Oznakowanie wojskowych jednostek powietrznych Gwinei Bissau                                                                                        |
| Gwinea Równikowa                  | 3C                             | Oznakowanie wojskowych jednostek powietrznych Gwinei Równikowej                                                                                    |
| Haiti                             | HH                             | |
| Hiszpania                         | EC                             | Oznakowanie wojskowych jednostek powietrznych Hiszpanii                                                                                            |
| Honduras                          | HR                             | Oznakowanie wojskowych jednostek powietrznych Hondurasu                                                                                            |
| Holandia                          | PH                             | Oznakowanie wojskowych jednostek powietrznych Holandii                                                                                             |
| Indie                             | VT                             | Oznakowanie wojskowych jednostek powietrznych Indii                                                                                                |
| Indonezja                         | PK                             | Oznakowanie wojskowych jednostek powietrznych Indonezji · Oznakowanie wojskowych jednostek powietrrznych Marynarki Indonezyjskiej                  |
| Irak                              | YI                             | |
| Iran                              | EP                             | Oznakowanie wojskowych jednostek powietrznych Iranu                                                                                                |
| Irlandia                          | EI                             | Oznakowanie wojskowych jednostek powietrznych Irlandii                                                                                             |
| Islandia                          | TF                             | |
| Izrael                            | 4X                             | Oznakowanie wojskowych jednostek powietrznych Izraela                                                                                              |
| Jamajka                           | 6Y                             | Oznakowanie wojskowych jednostek powietrznych Jamajki                                                                                              |
| Japonia                           | JA                             | Oznakowanie wojskowych jednostek powietrznych Japonii                                                                                              |
| Jemen                             | 7O                             | Oznakowanie wojskowych jednostek powietrznych Jemenu                                                                                               |
| Jordania                          | JY                             | Oznakowanie wojskowych jednostek powietrznych Jordanii                                                                                             |
| Kambodża                          | XU                             | Oznakowanie wojskowych jednostek powietrznych Kambodży                                                                                             |
| Kamerun                           | TJ                             | Oznakowanie wojskowych jednostek powietrznych Kamerunu                                                                                             |
| Kanada                            | C, CF                          | Oznakowanie wojskowych jednostek powietrznych Kanady                                                                                               |
| Katar                             | A7                             | Oznakowanie wojskowych jednostek powietrznych Kataru                                                                                               |
| Kazachstan                        | UN                             | Oznakowanie wojskowych jednostek powietrznych Kazachstanu                                                                                          |
| Kenia                             | 5Y                             | Oznakowanie wojskowych jednostek powietrznych Kenii                                                                                                |
| Kirgistan                         | EX                             | Oznakowanie wojskowych jednostek powietrznych Kirgistanu                                                                                           |
| Kiribati                          |                                | |
| Kolumbia                          | HK                             | Oznakowanie wojskowych jednostek powietrznych Kolumbii                                                                                             |
| Komory                            |                                | Oznakowanie wojskowych jednostek powietrznych Komorów                                                                                              |
| Kongo                             | TN                             | Oznakowanie wojskowych jednostek powietrznych Konga                                                                                                |
| Demokratyczna Republika Konga     | 9Q                             | Oznakowanie wojskowych jednostek powietrznych Demokratycznej Republiki Konga                                                                       |
| Korea Południowa                  | HL                             | Oznakowanie wojskowych jednostek powietrznych Korei Południowej                                                                                    |
| Korea Północna                    | P                              | Oznakowanie wojskowych jednostek powietrznych Korei Północnej                                                                                      |
| Kostaryka                         | TI                             | |
| Kuba                              | CU                             | Oznakowanie wojskowych jednostek powietrznych Kuby                                                                                                 |
| Kuwejt                            | 9K                             | Oznakowanie wojskowych jednostek powietrznych Kuwejtu                                                                                              |
| Laos                              | RDPL                           | Oznakowanie wojskowych jednostek powietrznych Laosu                                                                                                |
| Lesotho                           | 7P                             | Oznakowanie wojskowych jednostek powietrznych Lesotho                                                                                              |
| Liban                             | OD                             | Oznakowanie wojskowych jednostek powietrznych Libanu                                                                                               |
| Liberia                           | A8                             | Oznakowanie wojskowych jednostek powietrznych Liberii                                                                                              |
| Libia                             | 5A                             | Oznakowanie wojskowych jednostek powietrznych Libii                                                                                                |
| Liechtenstein                     | HB + emblemat narodowy         | |
| Litwa                             | LY                             | Oznakowanie wojskowych jednostek powietrznych Litwy                                                                                                |
| Luksemburg                        | LX                             | Oznakowanie wojskowych jednostek powietrznych Luksemburgu                                                                                          |
| Łotwa                             | YL                             | Oznakowanie wojskowych jednostek powietrznych Łotwy                                                                                                |
| Macedonia Północna                | Z3                             | Oznakowanie wojskowych jednostek powietrznych Macedonii Północnej                                                                                  |
| Madagaskar                        | 5R                             | Oznakowanie wojskowych jednostek powietrznych Madagaskaru                                                                                          |
| Malawi                            | 7Q                             | Oznakowanie wojskowych jednostek powietrznych Malawi                                                                                               |
| Malediwy                          | 8Q                             | Oznakowanie wojskowych jednostek powietrznych Malediwów                                                                                            |
| Malezja                           | 9M                             | Oznakowanie wojskowych jednostek powietrznych Malezji                                                                                              |
| Mali                              | TZ                             | Oznakowanie wojskowych jednostek powietrznych Mali                                                                                                 |
| Malta                             | 9H                             | Oznakowanie wojskowych jednostek powietrznych Malty                                                                                                |
| Maroko                            | CN                             | Oznakowanie wojskowych jednostek powietrznych Maroka                                                                                               |
| Mauretania                        | 5T                             | Oznakowanie wojskowych jednostek powietrznych Mauretanii                                                                                           |
| Mauritius                         | 3B                             | Oznakowanie wojskowych jednostek powietrznych Mauritiusa                                                                                           |
| Meksyk                            | XA, XB, XC + emblemat narodowy | Oznakowanie wojskowych jednostek powietrznych Meksyku                                                                                              |
| Mikronezja                        | V6                             | |
| Mjanma                            | XY, XZ                         | Oznakowanie wojskowych jednostek powietrznych Mjanmy                                                                                               |
| Mołdawia                          | ER                             | Oznakowanie wojskowych jednostek powietrznych Mołdawii                                                                                             |
| Monako                            | 3A                             | |
| Mongolia                          | JU (dawniej HMAY)              | Oznakowanie wojskowych jednostek powietrznych Mongolii                                                                                             |
| Mozambik                          | C9                             | Oznakowanie wojskowych jednostek powietrznych Mozambiku                                                                                            |
| Naddniestrze                      | nieuznawany międzynarodowo     | Oznakowanie wojskowych jednostek powietrznych Naddniestrza                                                                                         |
| Namibia                           | V5                             | Oznakowanie wojskowych jednostek powietrznych Namibii                                                                                              |
| Nauru                             | C2                             | |
| Nepal                             | 9N                             | Oznakowanie wojskowych jednostek powietrznych Nepalu                                                                                               |
| Niemcy                            | D                              | Oznakowanie wojskowych jednostek powietrznych Niemiec                                                                                              |
| Niger                             | 5U                             | Oznakowanie wojskowych jednostek powietrznych Nigru                                                                                                |
| Nigeria                           | 5N                             | Oznakowanie wojskowych jednostek powietrznych Nigerii · Oznakowanie wojskowych jednostek powietrznych Marynarki Nigerii                            |
| Nikaragua                         | YN                             | Oznakowanie wojskowych jednostek powietrznych Nikaragui                                                                                            |
| Norwegia                          | LN                             | Oznakowanie wojskowych jednostek powietrznych Norwegii                                                                                             |
| Nowa Zelandia                     | ZK, ZL, ZM                     | Oznakowanie wojskowych jednostek powietrznych Nowej Zelandii                                                                                       |
| Oman                              | A4O                            | Oznakowanie wojskowych jednostek powietrznych Omanu                                                                                                |
| Osetia Południowa                 | nieuznawany międzynarodowo     | |
| Pakistan                          | AP                             | Oznakowanie wojskowych jednostek powietrznych Pakistanu                                                                                            |
| Palau                             | T8A                            | |
| Palestyna                         | nieuznawany międzynarodowo     | |
| Panama                            | HP                             | Oznakowanie wojskowych jednostek powietrznych Panamy                                                                                               |
| Papua-Nowa Gwinea                 | P2                             | Oznakowanie wojskowych jednostek powietrznych Papua-Nowej Gwinei                                                                                   |
| Paragwaj                          | ZP                             | Oznakowanie wojskowych jednostek powietrznych Paragwaju                                                                                            |
| Peru                              | OB                             | Oznakowanie wojskowych jednostek powietrznych Peru                                                                                                 |
| Polska                            | SP                             | Oznakowanie wojskowych jednostek powietrznych Polski                                                                                               |
| Portugalia                        | CR, CS                         | Oznakowanie wojskowych jednostek powietrznych Portugalii                                                                                           |
| Południowa Afryka                 | ZS, ZT, ZU                     | Oznakowanie wojskowych jednostek powietrznych Republiki Południowej Afryki                                                                         |
| Republika Środkowoafrykańska      | TL                             | Oznakowanie wojskowych jednostek powietrznych Republiki Środkowoafrykańskiej                                                                       |
| Republika Zielonego Przylądka     | D4                             | |
| Rosja                             | RA                             | Oznakowanie wojskowych jednostek powietrznych Rosji                                                                                                |
| Rumunia                           | YR                             | Oznakowanie wojskowych jednostek powietrznych Rumunii                                                                                              |
| Rwanda                            | 9XR                            | Oznakowanie wojskowych jednostek powietrznych Rwandy                                                                                               |
| Sahara Zachodnia                  | nieuznawany międzynarodowo     | |
| Saint Kitts i Nevis               | V4                             | |
| Saint Lucia                       | J6                             | |
| Saint Vincent i Grenadyny         | J8                             | |
| Salwador                          | YS                             | Oznakowanie wojskowych jednostek powietrznych Salwadoru                                                                                            |
| Samoa                             | 5W                             | |
| San Marino                        | T7                             | |
| Senegal                           | 6V, 6W                         | Oznakowanie wojskowych jednostek powietrznych Senegalu                                                                                             |
| Serbia                            | YU                             | Oznakowanie wojskowych jednostek powietrznych Serbii                                                                                               |
| Seszele                           | S7                             | Oznakowanie wojskowych jednostek powietrznych Seszeli                                                                                              |
| Sierra Leone                      | 9L                             | Oznakowanie wojskowych jednostek powietrznych Sierra Leone                                                                                         |
| Singapur                          | 9V                             | |
| Słowacja                          | OM                             | Oznakowanie wojskowych jednostek powietrznych Słowacji                                                                                             |
| Słowenia                          | S5                             | Oznakowanie wojskowych jednostek powietrznych Słowenii                                                                                             |
| Somalia                           | 6O                             | Oznakowanie wojskowych jednostek powietrznych Somalii                                                                                              |
| Somaliland                        | nieuznawany międzynarodowo     | |
| Sri Lanka                         | 4R                             | Oznakowanie wojskowych jednostek powietrznych Sri Lanky                                                                                            |
| Stany Zjednoczone                 | N                              | Oznakowanie wojskowych jednostek powietrznych Stanów Zjednoczonych                                                                                 |
| Suazi                             | 3D                             | |
| Sudan                             | ST                             | Oznakowanie wojskowych jednostek powietrznych Sudanu                                                                                               |
| Sudan Południowy                  | –                              | Oznakowanie wojskowych jednostek powietrznych Sudanu Południowego                                                                                  |
| Surinam                           | PZ                             | Oznakowanie wojskowych jednostek powietrznych Surinamu                                                                                             |
| Syria                             | YK                             | Oznakowanie wojskowych jednostek powietrznych Sirii                                                                                                |
| Szwajcaria                        | HB + emblemat narodowy         | Oznakowanie wojskowych jednostek powietrznych Szwajcarii                                                                                           |
| Szwecja                           | SE                             | Oznakowanie wojskowych jednostek powietrznych Szwecji                                                                                              |
| Tadżykistan                       | EY                             | Oznakowanie wojskowych jednostek powietrznych Tadżykistanu                                                                                         |
| Tajlandia                         | HS                             | Oznakowanie wojskowych jednostek powietrznych Tajlandii                                                                                            |
| Tajwan                            | B                              | Oznakowanie wojskowych jednostek powietrznych Republiki Chińskiej                                                                                  |
| Tanzania                          | 5H                             | Oznakowanie wojskowych jednostek powietrznych Tanzanii                                                                                             |
| Timor Wschodni                    |                                | |
| Togo                              | 5V                             | Oznakowanie wojskowych jednostek powietrznych Togo                                                                                                 |
| Tonga                             | A3                             | Oznakowanie wojskowych jednostek powietrznych Tonga                                                                                                |
| Trynidad i Tobago                 | 9Y                             | Oznakowanie wojskowych jednostek powietrznych Trynidadu i Tobaga                                                                                   |
| Tunezja                           | TS                             | Oznakowanie wojskowych jednostek powietrznych Tunesji                                                                                              |
| Turcja                            | TC                             | Oznakowanie wojskowych jednostek powietrznych Turcji                                                                                               |
| Turkmenistan                      | EZ                             | Oznakowanie wojskowych jednostek powietrznych Turkmenistanu                                                                                        |
| Tuvalu                            |                                | |
| Uganda                            | 5X                             | Oznakowanie wojskowych jednostek powietrznych Ugandy                                                                                               |
| Ukraina                           | UR                             | Oznakowanie wojskowych jednostek powietrznych Ukrainy · Oznakowanie wojskowych jednostek powietrznych Marynarki Ukraińskiej                        |
| Urugwaj                           | CX                             | Oznakowanie wojskowych jednostek powietrznych Urugwaju                                                                                             |
| Uzbekistan                        | UK                             | Oznakowanie wojskowych jednostek powietrznych Uzbekistanu                                                                                          |
| Vanuatu                           | YJ                             | |
| Watykan                           | HV (brak własnej floty)        | brak sił powietrznych |
| Wenezuela                         | YV                             | Oznakowanie wojskowych jednostek powietrznych Wenezuely · Oznakowanie wojskowych jednostek powietrznych Marynarki Wenezuelskiej                    |
| Węgry                             | HA                             | Oznakowanie wojskowych jednostek powietrznych Węgier                                                                                               |
| Wielka Brytania                   | G                              | Oznakowanie wojskowych jednostek powietrznych |
| Wietnam                           | XV (dawniej VN)                | Oznakowanie wojskowych jednostek powietrznych Wietnamu                                                                                             |
| Włochy                            | I                              | Oznakowanie wojskowych jednostek powietrznych Włoch                                                                                                |
| Wybrzeże Kości Słoniowej          | TU                             | Oznakowanie wojskowych jednostek powietrznych Wybrzeża Kości Słoniowej                                                                             |
| Wyspy Marshalla                   | V7                             | |
| Wyspy Salomona                    | H4                             | |
| Wyspy Świętego Tomasza i Książęca | S9                             | |
| Zambia                            | 9J                             | Oznakowanie wojskowych jednostek powietrznych Zambii                                                                                               |
| Zimbabwe                          | Z                              | Oznakowanie wojskowych jednostek powietrznych Zimbabwe                                                                                             |
| Zjednoczone Emiraty Arabskie      | A6                             | Oznakowanie wojskowych jednostek powietrznych Zjednoczonych Emiratów Arabskich                                                                     |
| Wspólnota Niepodległych Państw    | –                              | |
| NATO                              | –                              | Oznakowanie wojskowych jednostek powietrznych NATO · Oznakowanie wojskowych jednostek powietrznych Luksemburga na ogonie statków powietrznych NATO |

| Terytoria brytyjskie       | Kod ICAO | Oznakowanie wojskowe |
| -------------------------- | -------- | -------------------- |
| Anguilla                   | VP-A     |                      |
| Bermudy                    | VP-B     |                      |
| Kajmany                    | VP-C     |                      |
| Falklandy                  | VP-F     |                      |
| Gibraltar                  | VP-G     |                      |
| Montserrat                 | VP-M     |                      |
| Święta Helena              | VQ-H     |                      |
| Turks i Caicos             | VQ-T     |                      |
| Brytyjskie Wyspy Dziewicze | VP-L     |                      |